# Naturschutzgebiet Düsseltal
Das Naturschutzgebiet Düsseltal liegt im westlichen Stadtgebiet der kreisfreien Stadt Wuppertal im Stadtteil Schöller und gehört zum Stadtbezirk Vohwinkel. Das Gebiet wird durch die Bundesstraße B7 in der Ortslage Hahnenfurth in zwei Teilflächen  aufgeteilt. Die südlichere Fläche erstreckt sich von Hahnenfurth in südwestliche Richtung und umfasst die Düsselaue um Schöller bis zur Gemeindegrenze von Haan im Kreis Mettmann. Die nördlichere Teilfläche erstreckt sich entlang der Düsselaue von Hahnenfurth nach Nordosten bis zum Dorfermühlenweg an der Gemeindegrenze zu Wülfrath im Kreis Mettmann.

## Beschreibung
Das rund 31 ha große Naturschutzgebiet steht seit 2005 durch rechtskräftigen Landschaftsplan unter Schutz. Es trägt die Kennnummer W-017.
Laut Landschaftsplan der Stadt Wuppertal (2005) basiert die Einschätzung Schutzwürdigkeit des Gebietes auf einem Fachbeitrag der Landesanstalt für Ökologie, Bodenordnung und Forsten NRW (LÖBF), die das Fließgewässer der Düssel und ihre Aue als wertvollen Biotopkomplex von lokaler Bedeutung charakterisiert. Eine regionale Bedeutung lässt sich vor allem aus der großräumigen Vernetzung der Düsselaue von Wülfrath im Osten bis in das Stadtgebiet von Düsseldorf hinein herleiten.
Untersuchungen des Fließgewässers und seiner Begleitstrukturen belegen die hohe Schutzwürdigkeit des gesamten, zusammenhängenden Auenbereiches mit zahlreichen gesetzlich geschützten Biotopen, sowie charakteristischen, z. T. gefährdeten Arten wie Großer Abendsegler, Wasseramsel, Gebirgsstelze, Eisvogel, Erdkröte, Grasfrosch, Bachforelle, Bachschmerle, Groppe und weiteren gefährdeten Arten aus den Wirbellosengruppen, Schnecken Schmetterlinge, Köcherfliegen und Eintagsfliegen und Libellen. An seltenen und besonders schützenswerten Pflanzenarten wurden im Rahmen der Kartierung in beiden Teilflächen des NSG im Feuchtgrünland Wasser-Greiskraut (Senecio aquaticus) (Rote Liste RL3) und auch das Spreizblättrige Wasser-Greiskraut (Senecio erraticus) (Rote Liste RL2) gefunden.

## Schutzziele
Schutzziele sind:
- Erhaltung und Entwicklung der vorhandenen Biotopkomplexe als Refugial und Regenerationsraum für an Feuchtstandorte gebundene Tier- und Pflanzenarten,
- Erhaltung eines naturnahen, regional bedeutsamen Fließgewässers mit artenreicher Fließgewässerfauna,
- Erhalt des Strukturreichtums des großen Kastentals, seines begleitenden Feucht und Nassgrünlands mit Überschwemmungsbereichen, Quellfluren und Feuchtbrachen, Röhrichten, Stillgewässern, natürlichen Bachmäandern mit ausgeprägten Steil- und Flachuferbereichen, naturnahen Ufergehölzen aus Erlen und Kopfweiden, Auegebüschen sowie kleinen Waldbeständen und Altholzbeständen an den Talrändern mit hohem Totholzanteil,
- Schutz der besonderen Eigenart der kulturhistorisch bedeutsamen Strukturen mit Teichanlage, Ober- und Untergräben, Flößgräben mit alten Schiebern zur Bewässerung, Natursteinbrücken und einem kleinen Steinbruch.[1]

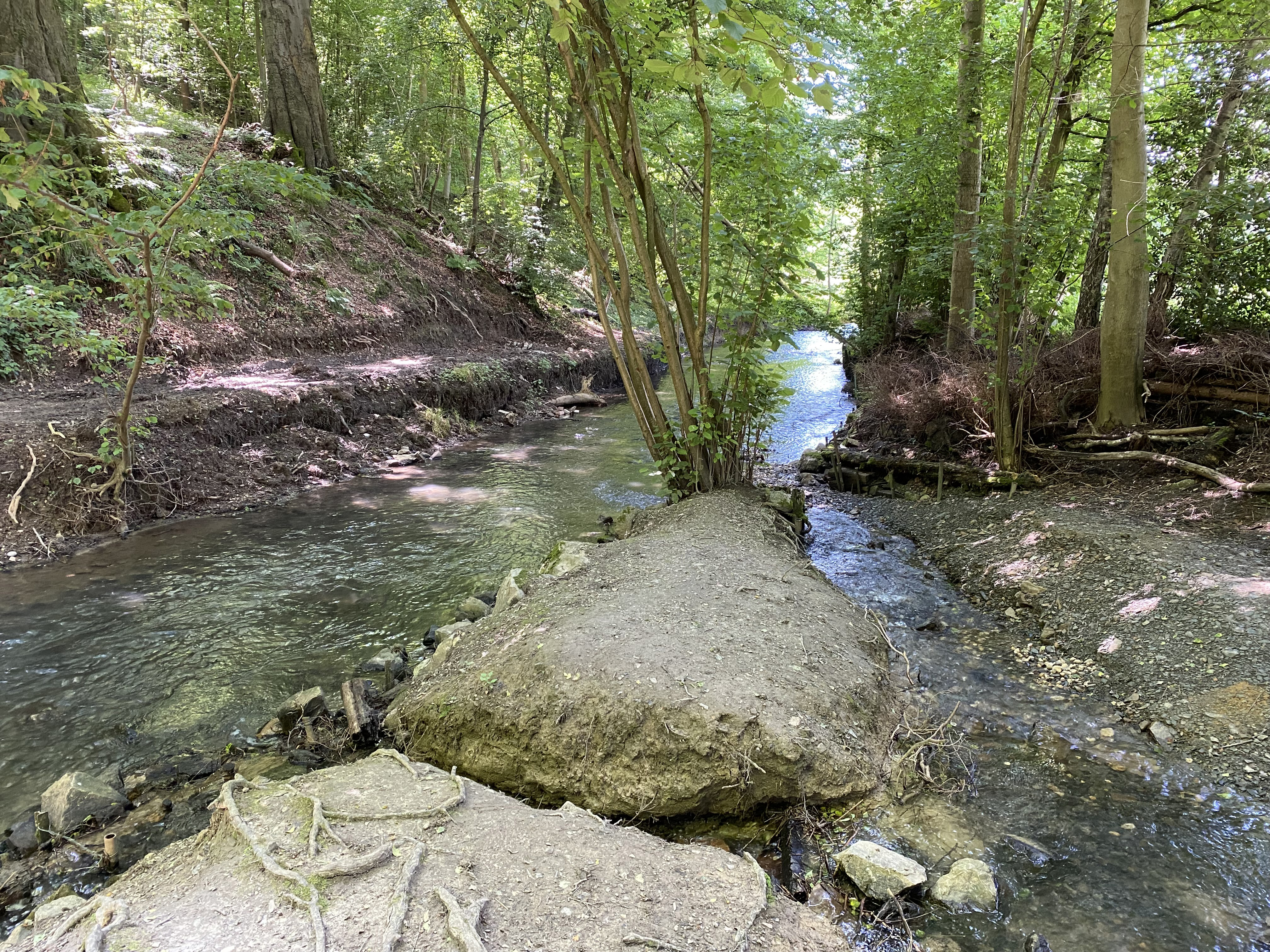
nördl. Punkt des NSG am Dorfermühlenweg - Wiesenbach mündet in die Düssel
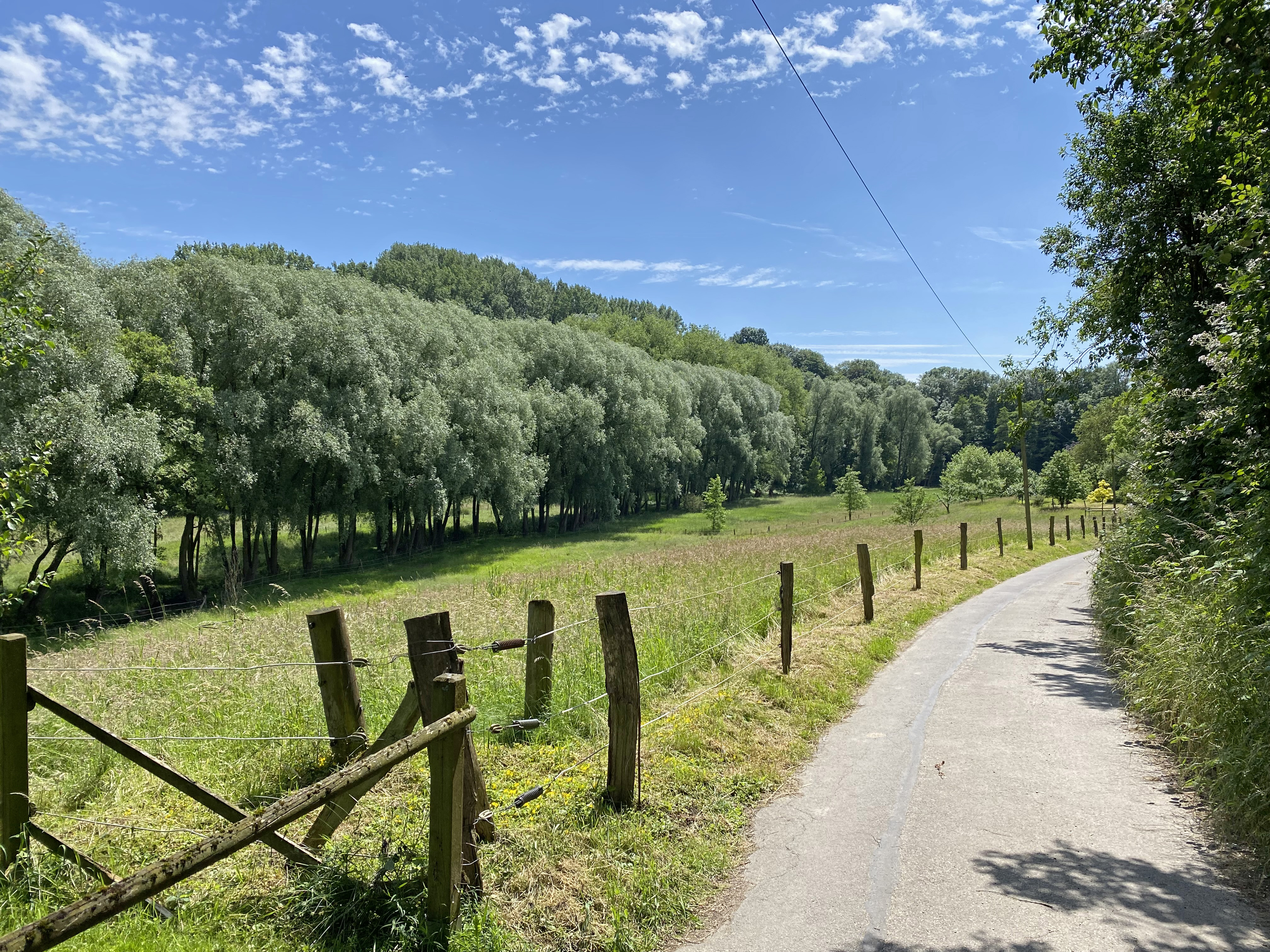
Düssel begleitet von Auwald - Buscherdelle (nördl. Teilfläche des NSG)
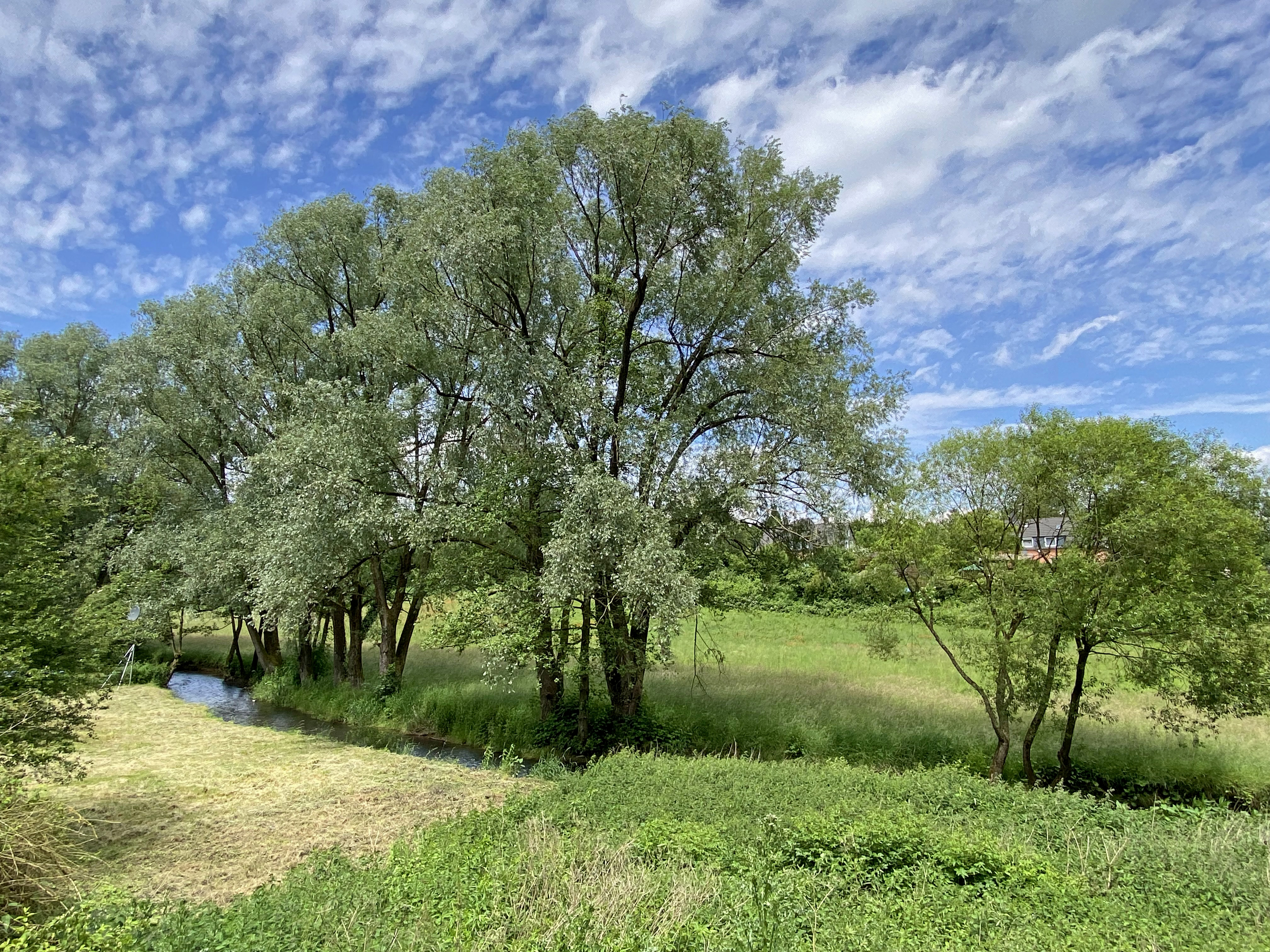
Düsselaue südl. Hahnenfurth
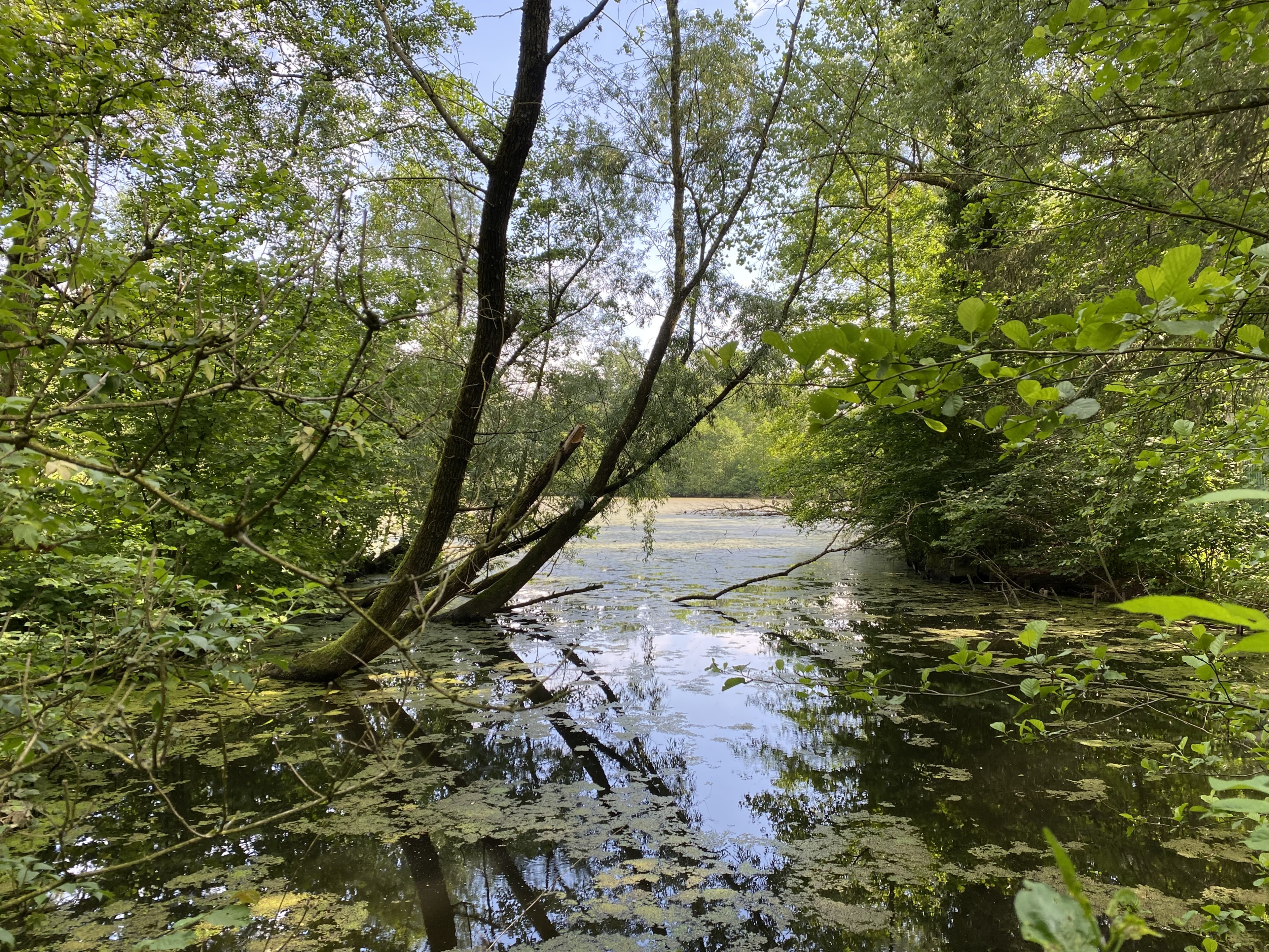
Stauteich an der Schöllermühle
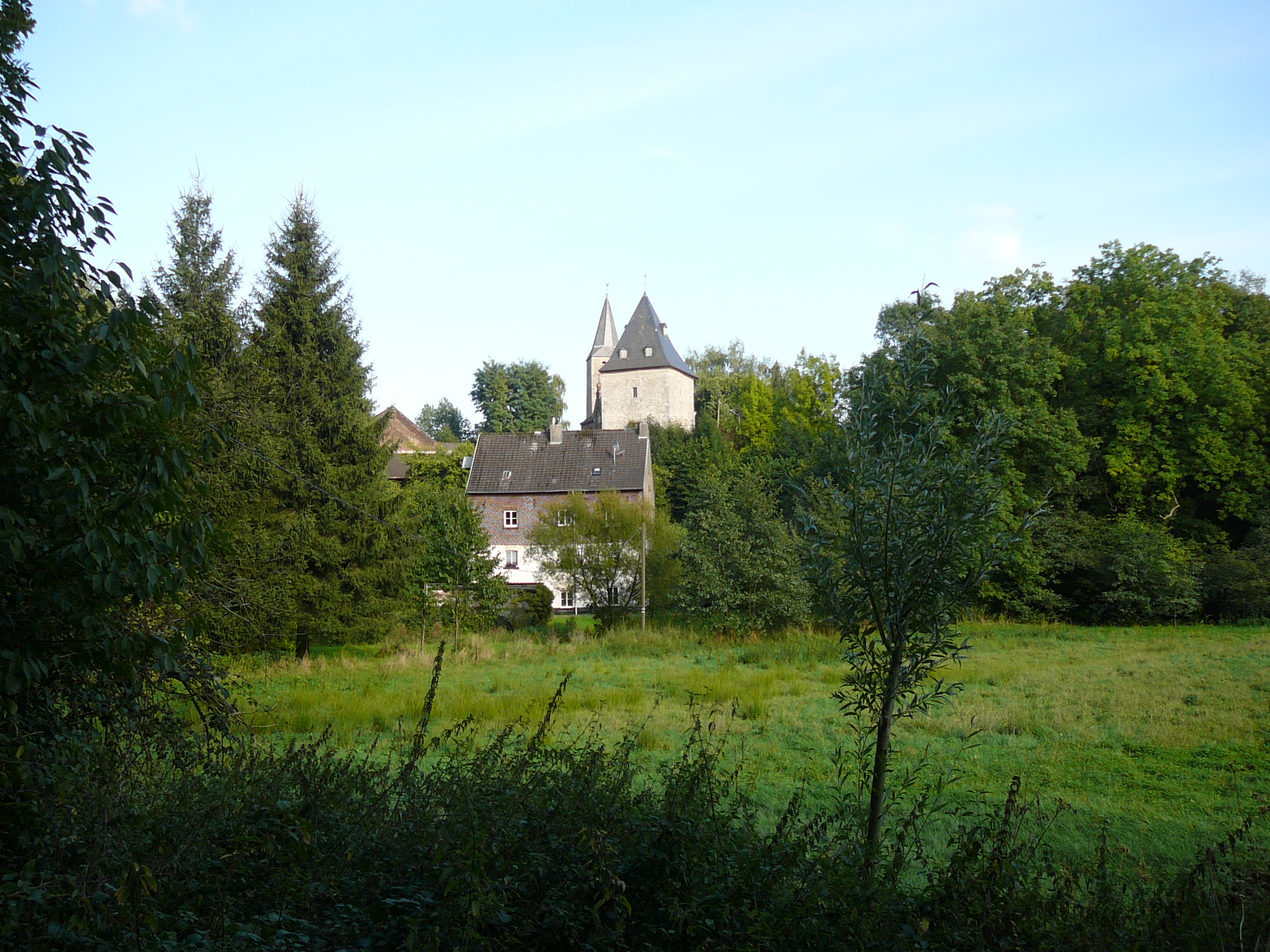
Feuchtwiese an der Düssel vor der Kulisse von Schöller mit Mühle u. Rittergut
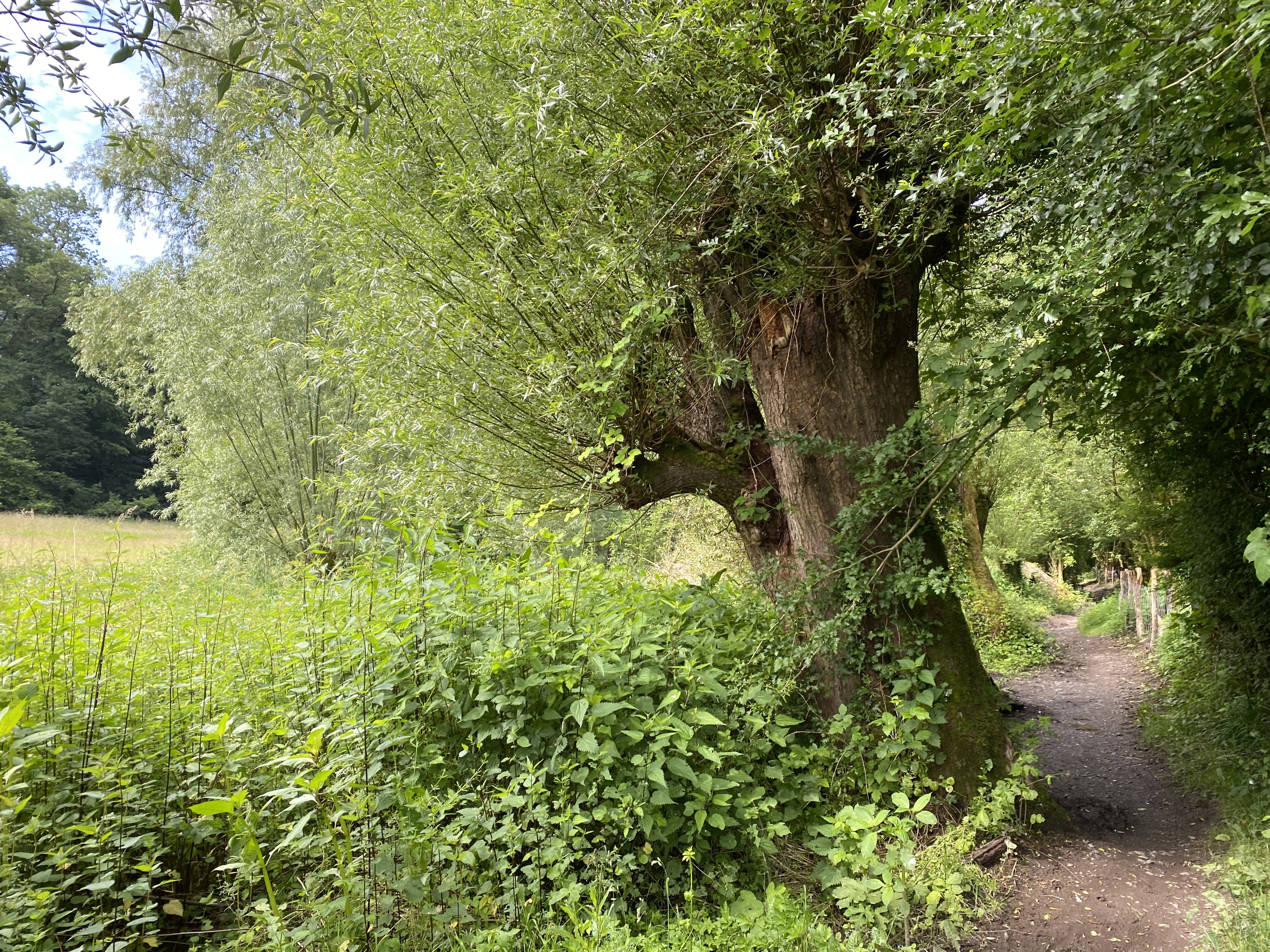
Alte Kopfweiden in der Aue bei Schöller
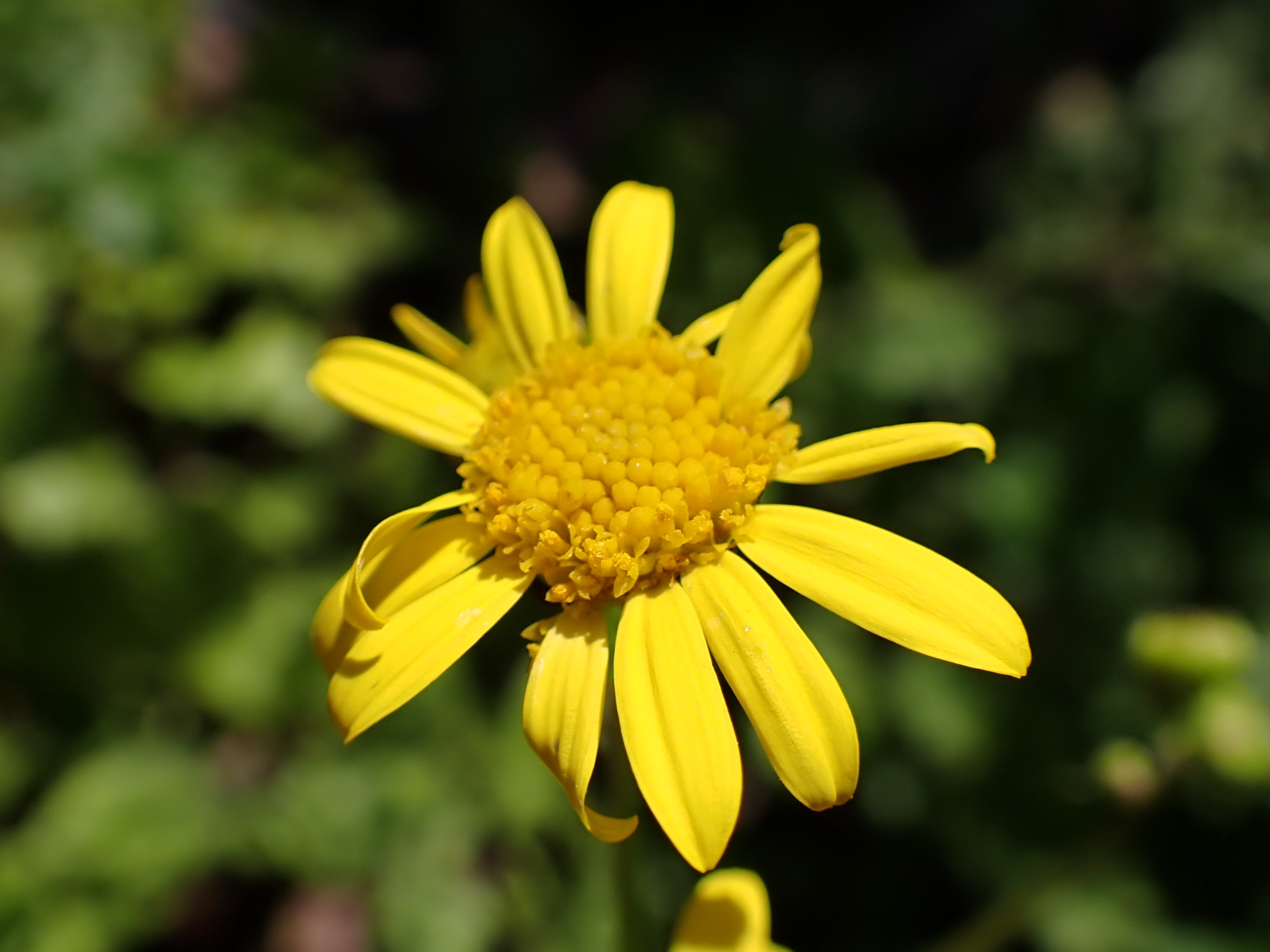
Wasser-Greiskraut (Senecio aquaticus)
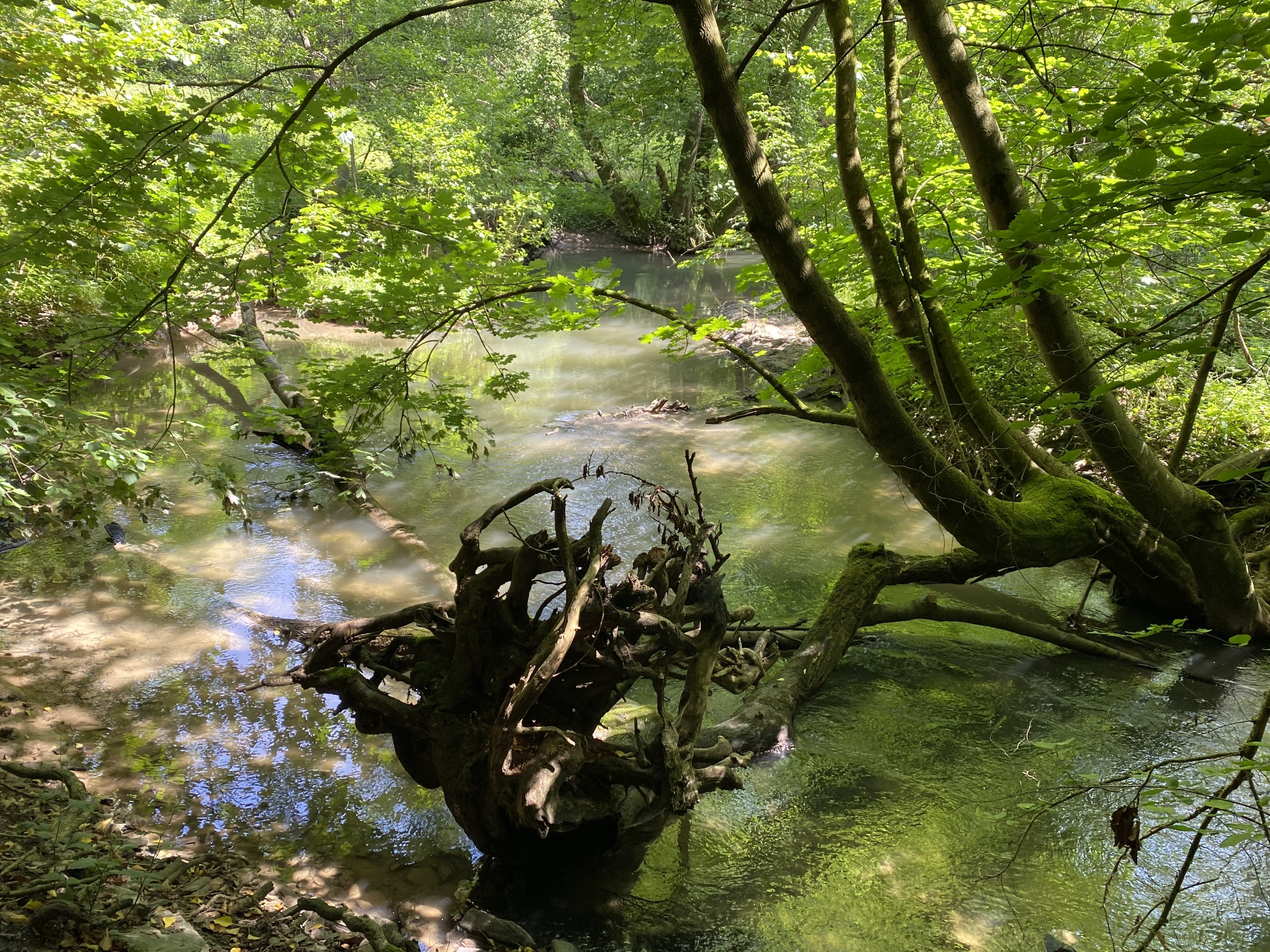
Naturnahe Düssel
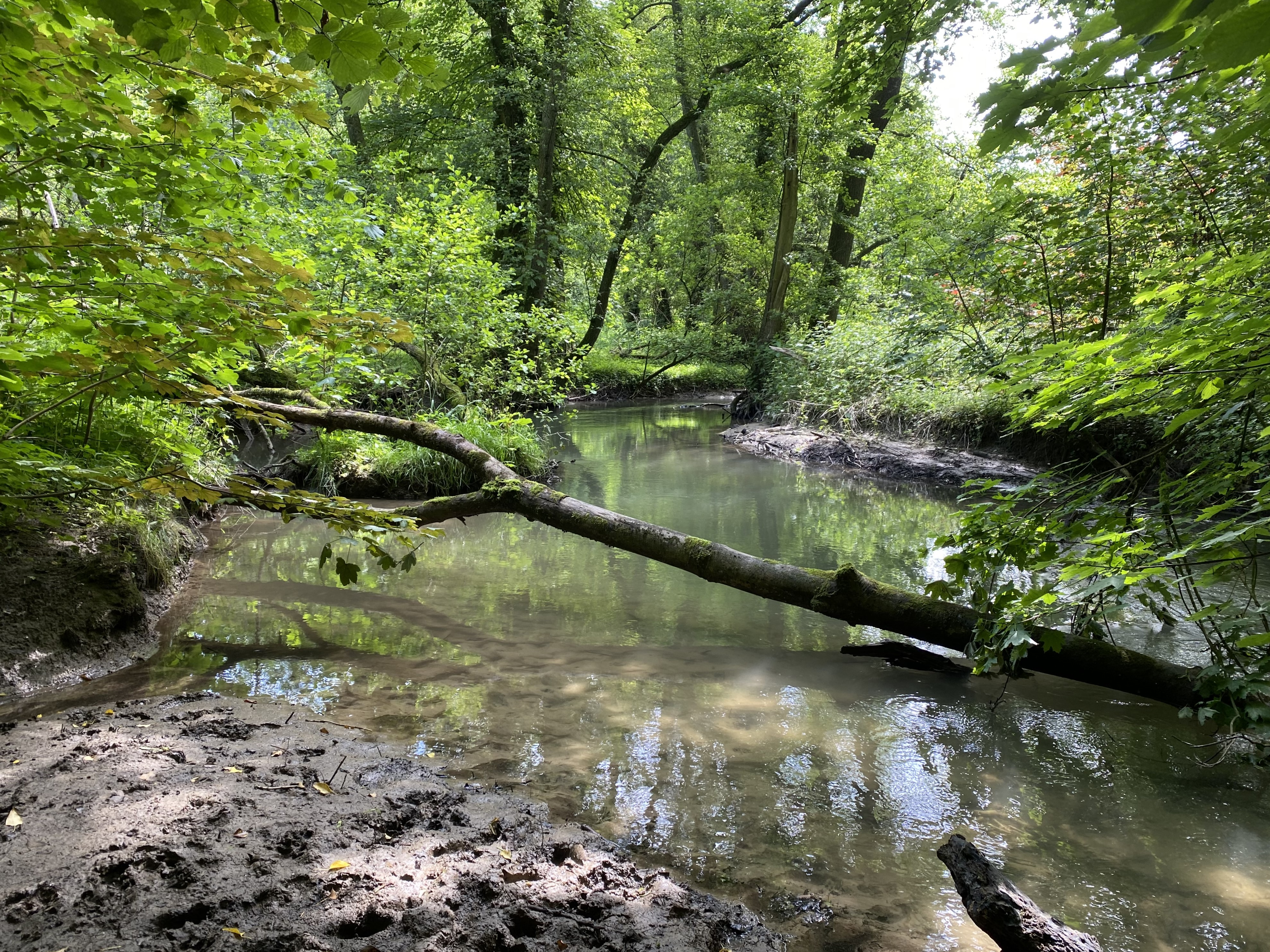
Naturnahe Düssel
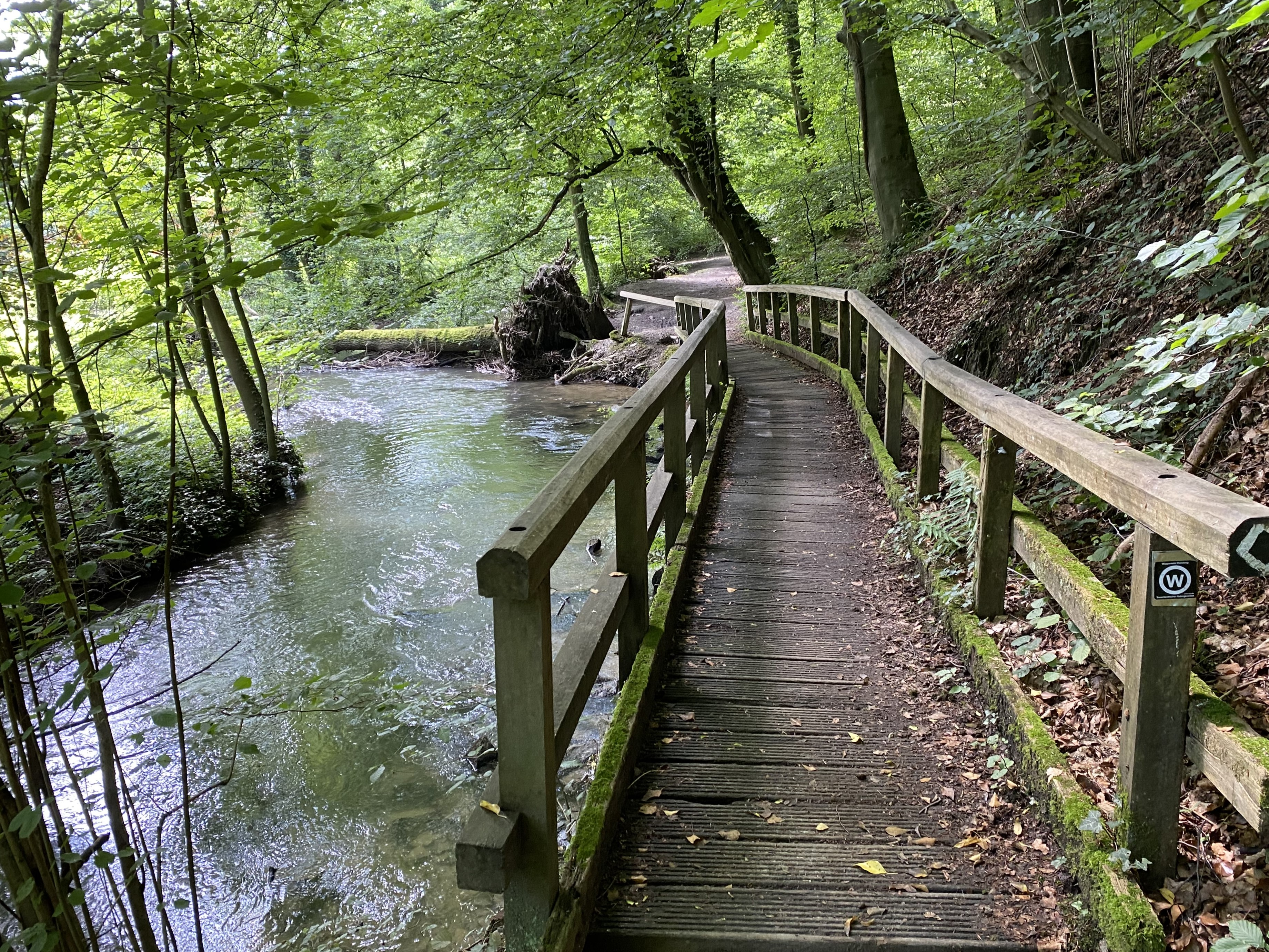
Wuppertaler Rundweg an der Düssel